# Diego Pérez (tennista)
Diego Pérez (Montevideo, 9 febbraio 1962) è un ex tennista uruguaiano.

## Carriera
A livello giovanile si fa notare per la semifinale raggiunta al Roland Garros 1980 dove viene sconfitto da Henri Leconte in tre set.
Tra i professionisti riesce a vincere un titolo in singolare e tre nel doppio maschile ed arriva nella top-50 mondiale di entrambe le classifiche.
Durante il Roland Garros 1992 riesce, dopo aver superato le qualificazioni, ad avventurarsi fino al quarto turno dove viene eliminato da Nicklas Kulti.
In Coppa Davis ha giocato un totale di ottantatré match con la squadra uruguaiana vincendone trentanove, il che lo rende il giocatore con più vittorie in singolare e quello con più anni di presenza in nazionale.

## Statistiche

### Singolare

#### Vittorie (1)
| Numero | Data              | Torneo                 | Superficie  | Avversario in finale | Punteggio |
| 1.     | 16 settembre 1985 | ATP Bordeaux, Bordeaux | Terra rossa | Jimmy Brown          | 6–4, 7–6  |

### Doppio

#### Vittorie (3)
| Numero | Data              | Torneo                                        | Superficie  | Compagno          | Avversari in finale              | Punteggio |
| 1.     | 14 settembre 1981 | Campionati Internazionali di Sicilia, Palermo | Terra rossa | José Luis Damiani | Jaime Fillol Belus Prajoux       | 6–1, 6–4  |
| 2.     | 9 novembre 1992   | ATP San Paolo, San Paolo                      | Terra rossa | Francisco Roig    | Christer Allgårdh Carl Limberger | 6–2, 7–6  |
| 3.     | 22 agosto 1994    | Croatia Open Umag, Umago                      | Terra rossa | Francisco Roig    | Karol Kučera Paul Wekesa         | 6–2, 6–4  |